# Карлос Рока (хокеїст на траві)
Карлос Рока (ісп. Carlos Roca, 29 квітня 1958 — 10 червня 2003) — іспанський хокеїст на траві.
Срібний призер Олімпійських Ігор 1980 року, учасник 1984 року.